# 아텐타워
아텐타워(영어: Aten Tower)는 대한민국 제주특별자치도 제주시 노형동에 공사가 중단된 건물이다.

## 같이 보기
- 제주특별자치도의 마천루 목록
- 제주시의 마천루 목록